# Varadarajanpettai
Varadarajanpettai è una suddivisione dell'India, classificata come town panchayat, di 8.574 abitanti, situata nel distretto di Ariyalur, nello stato federato del Tamil Nadu. In base al numero di abitanti la città rientra nella classe V (da 5.000 a 9.999 persone).

## Geografia fisica
La città è situata a 11° 22' 06 N e 79° 25' 49 E.

## Società

### Evoluzione demografica
Al censimento del 2001 la popolazione di Varadarajanpettai assommava a 8.574 persone, delle quali 3.785 maschi e 4.789 femmine. I bambini di età inferiore o uguale ai sei anni assommavano a 1.004, dei quali 502 maschi e 502 femmine. Infine, coloro che erano in grado di saper almeno leggere e scrivere erano 5.881, dei quali 2.704 maschi e 3.177 femmine.